# 蹴りたい背中
『蹴りたい背中』（けりたいせなか）は綿矢りさによる中編小説である。初出は『文藝』2003年（平成15年）秋季号。同年8月に河出書房新社から単行本が刊行され、金原ひとみの『蛇にピアス』と共に同年下半期の第130回芥川龍之介賞を受賞した。
周囲に溶け込むことが出来ない陸上部の高校1年生・初実（ハツ）と、アイドルおたくで同級生の男の子・にな川との交流を描いた青春小説。「蹴りたい背中」は一般に「愛着と苛立ちが入り交じって蹴りたくなる彼（にな川）の背中」を指すものと推測されている。
2007年（平成19年）9月17日に日本テレビ系で放送された『あらすじで楽しむ世界名作劇場』にて初めてドラマ化された。

## 物語
理科の授業で仲間外れにされたハツは、同じ班のにな川が読んでいる女性ファッション誌のモデル（オリチャン）に目がとまる。ハツは中学生のとき、隣町の無印良品でオリチャンに会ったことがあり、そのことを言うとにな川は興味を持つ。放課後彼の家に呼ばれ、そこでにな川がオリチャンの大ファンであると知る。後日ハツはにな川に頼まれ、オリチャンと会った無印良品へ向かう。そしてにな川の家で休憩する二人だったが、ハツはオリチャンのアイコラ（にな川作）を見つける。ハツは異様な気分になり、にな川を後ろから思い切り蹴り倒す。
その後、にな川が学校を4日間休む。不登校ではないかと言われるも、ハツはにな川の家にお見舞いに行く。実はにな川は徹夜でオリチャンのライブのチケットを取ったため、風邪を引いたのだった。にな川はチケットを4枚買っており、ハツは誰か呼んで一緒に行こうと誘われる。友人は絹代しかいないので、仕方なく絹代を誘って3人でライブに行く。絹代がハツに「にな川はいい彼氏なんじゃないか」「ハツはにな川のことが本当に好きなんだね」と言うが、ハツは「自分の気持ちはそうじゃない」と思っていた。
ライブから帰ると、バスはもう出ていなかった。仕方なくハツと絹代はにな川の家に泊まる。ハツはよく眠れず、ベランダでにな川と話をする。にな川が「オリチャンを一番遠くに感じた」と言ってハツの方を背にして寝転がると、ハツはにな川の背中を蹴ろうとする。指が当たったところでにな川が気づくが、ハツは知らないふりをする。

## 人物
ハツ（長谷川 初実、はせがわ はつみ）
演：渋谷飛鳥
主人公。陸上部に所属する高校1年生。人付き合いを嫌い、同級生や先輩を冷めた目で見ている。クラスでは疎外されている。
にな川（蜷川 智、にながわ さとし）
演：載寧龍二
ハツの同級生でオリチャンのファン。俗にいうオタク。
絹代（小倉 絹代、おぐら きぬよ）
演：近藤春菜
ハツの中学校からの友人で同級生。高校ではやや疎遠になっている。ハツとは逆に交友に余念がない。
オリチャン（佐々木 オリビア、ささき おりびあ）
演：箕輪はるか
モデル。27歳。文中では全てオリチャンと表記されている。ハーフ（英米人）の可能性がある。

## 評価
| 「 | さびしさは鳴る。耳が痛くなるほど高く澄んだ鈴の音で鳴り響いて、胸を締めつけるから、せめて周りには聞こえないように、私はプリントを指で千切る。細長く、細長く。紙を裂く耳障りな音は、孤独の音を消してくれる。気怠げに見せてくれたりもするしね。葉緑体？ オオカナダモ？ ハッ。っていうこのスタンス。 | 」 |

上記の書き出しについて、芥川賞選考会で三浦哲郎は「不可解な文章」だと評したが、他の9人の選考委員の支持を得て受賞となった。
文学賞の批判本『文学賞メッタ斬り』を出した豊崎由美、大森望は「とてもとても、容姿に恵まれた人が書ける小説じゃない」「下手な書きかたしちゃうと、低レベルのいじめ話か、つまらない恋愛小説みたいになって閉じちゃいそうな話を、絶妙に開いたまま上手に物語を手放してる器量には舌を巻きます」と絶賛している。